# 제임스 모냐네
제임스 타비소 모냐네(영어: James Thabiso Monyane, 2000년 4월 30일 ~ )은 남아프리카 공화국의 축구 선수로, 포지션은 수비수이다.